# Oživljanje
Oživljanje ali reanimacija je ime za postopke za vrnitev življenjskih funkcij pri navidezni smrti bolnika ali poškodovanca, ki vključujejo masažo srca, umetno dihanje, elektroterapijo in farmakoterapijo. 